# Елис (програмски језик)
Елис (енгл. Alice) је бесплатан (за некомерцијалне сврхе) објектно-оријентисан образовни програмски језик са интегрисаним развојним окружењем (ИДЕ). Елис користи окружење кликни и превуци (drag and drop) како би креирао рачунарске анимације помоћу 3Д модела. Софтвер је први развијен на Универзитету у Вирџинији 1994. године, а затим на Карнеги Мелон универзитету (од 1997. године) истраживањем групе коју је водио Ренди Пауш.

## Сврха
Елис је развијен ради решавања пет кључних проблема у образовном програмирању: 
1.  Елис је дизајниран искључиво да учење програмске теорије без комплексне семантике производних језика као што је C ++ . Корисници могу ставити предмете из Елисове галерије у виртуелни свет који су сами измислили, а затим их могу програмирати превлачењем и пуштањем плочица које представљају логичке структуре. Поред тога, корисник може да манипулише Алисовом фотоапаратом и осветљењем ради даљег побољшања. Алице се може користити за 3Д корисничке интерфејсе.
2.  Елис је повезан са ИДЕ-ом. Не постоји синтакса за памћење. Међутим, она подржава комплетно објектно оријентисано програмирање, модел који се управља на догађајима .
3.  Елис је осмишљен тако да привлачи специфичне субпопулације које се не баве  рачунарским програмирањем, као што су ученици средњих школска, подстакнути причама. Алиса се такође користи на многим факултетима и универзитетима у оквиру Увода у програмирање.
Елис 3 се издаје под лиценцом отвореног кода који омогућава редистрибуцију изворног кода, са модификацијом, или без ње.  

## Варијанте
Варијанта Елис 2.0 звана Сторителлинг Алице  креирала је Кејтлин Келехер за докторску дисертацију.  Укључује три главне разлике:
1. Анимације на високом нивоу које корисницима омогућавају програмирање друштвених интеракција између знакова.
2. Туторијал заснован на причама који уводи кориснике у програмирање кроз изградњу приче.
3. Галерија 3Д карактера и сценографије са прилагођеним анимацијама дизајнираним да искоришћавају идеје приче.

Следећа верзија Нараторке Елис позната је као Лукинкг Глас и развија се на [University in St. Louis|Вашингтон Универзитету у Ст. Лоуису] .  